# Grand Rapids Drive 2016-2017
La stagione 2016-17 dei Grand Rapids Drive fu l'11ª nella NBA D-League per la franchigia.
I Grand Rapids Drive arrivarono quarti nella Central Division con un record di 26-24, non qualificandosi per i play-off.

## Roster
| N° | Naz.                   | Ruolo | Sportivo          | Anno | Alt. | Peso |
| -- | ---------------------- | ----- | ----------------- | ---- | ---- | ---- |
| 2  | Stati Uniti (bandiera) | G     | Ray McCollum      | 1991 | 191  | 86   |
| 3  | Stati Uniti (bandiera) | A     | Paul Graham       | 1985 | 196  | 86   |
| 3  | Stati Uniti (bandiera) | A     | Ramon Harris      | 1988 | 201  | 100  |
| 5  | Stati Uniti (bandiera) | C     | Chris Horton      | 1984 | 203  | 102  |
| 6  | Nigeria (bandiera)     | GA    | Michael Gbinije   | 1992 | 201  | 91   |
| 7  | Stati Uniti (bandiera) | G     | Lorenzo Brown     | 1990 | 196  | 95   |
| 8  | Stati Uniti (bandiera) | A     | Henry Ellenson    | 1997 | 211  | 111  |
| 9  | Nigeria (bandiera)     | GA    | Michael Gbinije   | 1992 | 201  | 91   |
| 9  | Stati Uniti (bandiera) | GA    | Darrun Hilliard   | 1993 | 198  | 93   |
| 10 | Stati Uniti (bandiera) | G     | Trey Freeman      | 1992 | 191  | 84   |
| 11 | Stati Uniti (bandiera) | G     | Jeff Newberry     | 1992 | 188  | 84   |
| 13 | Stati Uniti (bandiera) | GA    | Zeke Upshaw       | 1991 | 198  | 102  |
| 15 | Stati Uniti (bandiera) | G     | Jordan Crawford   | 1988 | 193  | 88   |
| 17 | Stati Uniti (bandiera) | GA    | Darrun Hilliard   | 1993 | 198  | 93   |
| 17 | Stati Uniti (bandiera) | G     | Alex Johnson      | 1988 | 178  | 80   |
| 17 | Stati Uniti (bandiera) | G     | Bruce Massey      | 1990 | 191  | 88   |
| 23 | Stati Uniti (bandiera) | A     | Stanley Johnson   | 1996 | 198  | 110  |
| 23 | Stati Uniti (bandiera) | G     | Marcus Simmons    | 1988 | 198  | 100  |
| 24 | Stati Uniti (bandiera) | G     | Chris Anderson    | 1992 | 198  | 100  |
| 25 | Stati Uniti (bandiera) | G     | Bruce Massey      | 1990 | 191  | 88   |
| 25 | Cuba (bandiera)        | A     | Ismael Romero     | 1991 | 203  | 100  |
| 32 | Serbia (bandiera)      | AC    | Nikola Jovanović  | 1994 | 211  | 109  |
| 34 | Stati Uniti (bandiera) | A     | Terrence Jennings | 1988 | 208  | 104  |
| 55 | Stati Uniti (bandiera) | G     | Kevin Murphy      | 1990 | 198  | 84   |

## Staff tecnico
- Allenatore: Rex Walters
- Vice-allenatori: Tom Abdenour, Dion Glover, Ryan Krueger